# Nação Tsilhqot'in vs Colúmbia Britânica

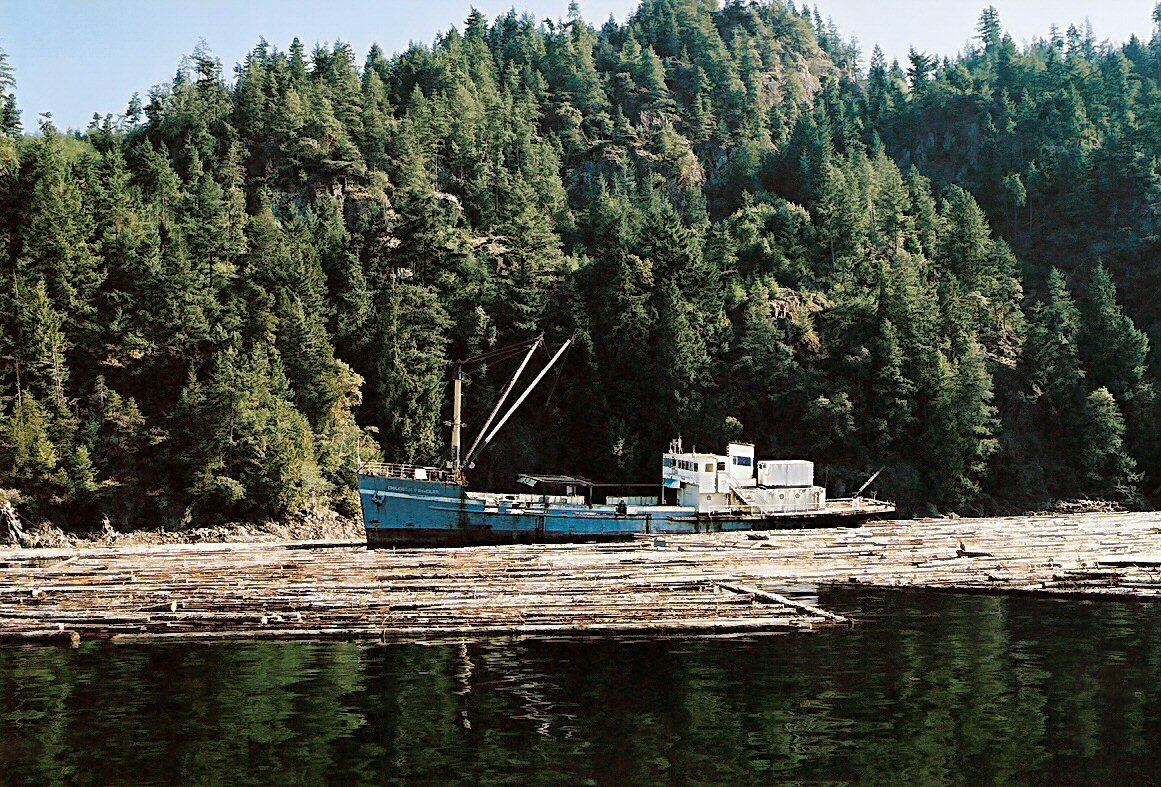
A ação judicial da nação Tsilhqot'in contra o Estado de Colúmbia foi uma decisão histórica para impedir o corte raso das florestas em suas terras ancestrais.

Nação Tsilhqot'in vs Colúmbia Britânica é uma decisão histórica da Suprema Corte do Canadá, que estabeleceu o título de terra indígena (no Canadá, chamado de "título de terra aborígene") para a Primeira Nação Tsilhqot'in, com efeitos maiores. Como resultado da decisão histórica, as províncias não podem reivindicar unilateralmente o direito de realizar corte raso em terras indígenas protegidas; elas devem consultar as comunidades indígenas titulares da terra antes de prosseguir. Embora o titular indígena não tenha que consentir com a atividade, é necessária uma consulta significativa antes que a violação do direito possa ocorrer.
A Nação Tsilhqot'in ("Povo do Rio", /tʃɪlˈkoʊtɪn/ chil-KOH-tin) também é conhecida como Chilcotin, Tsilhqutʼin, Tŝinlhqotʼin, Chilkhodin, Tsilkótin, Tsilkotin.

## Fundo
Em 1983, a província da Colúmbia Britânica emitiu uma licença para que a Carrier Lumber cortasse árvores em terras que incluíam o remoto território central reivindicado pela tribo Xeni Gwet'in dos Tsilhqot'in. Os Tsilhqot'in são um grupo semi-nômade de povos das Primeiras Nações que viveram na área por séculos, administrando essas terras e repelindo invasores. Os Xeni Gwet'in bloquearam a área, impedindo Carrier de realizar o corte. A empresa conduziu negociações mal-sucedidas com o governo provincial para continuar a extração de madeira. Os Xeni Gwet'in entraram com uma ação pedindo uma declaração judicial que proibisse as operações de extração comercial de madeira da Carrier Lumber nesta área e estabelecesse sua reivindicação de título indígena daquela terra, que fazia parte de seu território histórico.

## Tribunais inferiores
No julgamento, que durou cinco anos, os governos federal e estadual se opuseram à reivindicação do título. O juiz de primeira instância aplicou um teste de título indígena, que examinou se os Xeni Gwet'in usavam regular e exclusivamente os locais ou territórios dentro da área de reivindicação. O juiz de primeira instância rejeitou o pedido de título por razões processuais.
Em 2012, a decisão foi apelada para o Tribunal de Apelação da Colúmbia Britânica, onde o tribunal manteve a decisão de que os Tsilhqot'in não detinham o título dessas terras, exceto em situações limitadas. O tribunal aplicou um teste de título mais rigoroso, que examinou a ocupação específica do local de áreas definidas de terra no momento da soberania europeia.

## Decisão do Supremo Tribunal
A Suprema Corte, liderada por Beverly McLachlin, deu unanimidade ao recurso. Eles determinaram que os Tsilhqot'in tinham uma reivindicação de título indígena para os 1,750 km2 (680 sq mi) que eles haviam ocupado historicamente.

### Título indígena
O tribunal considerou que o título indígena constitui um interesse benéfico na terra, cujo controle subjacente é retido pela Coroa. Os direitos conferidos pelo título indígena incluem o direito de decidir como a terra será usada; gozar, ocupar e possuir a terra; e usar e administrar proativamente a terra, incluindo seus recursos naturais. Mas, o tribunal estabeleceu um mecanismo no estilo Sparrow pelo qual a Coroa pode substituir o título aborígine no interesse público:
1. a Coroa deve ter realizado consulta e acomodação;
2. as ações da Coroa devem ter sido apoiadas por um objetivo convincente e substancial; e
3. as ações da Coroa devem ter sido consistentes com sua obrigação fiduciária para com o órgão indígena em questão.[7]